# Бен Воллес (політик)
Роберт Бен Лоббан Воллес (англ. Robert Ben Lobban Wallace; нар. 15 травня 1970, Фарнборо) — британський політик, колишній міністр оборони Великої Британії, що очолював посаду з липня 2019 до серпня 2023 року в урядах Бориса Джонсона, Ліз Трасс та Ріші Сунака. У період з 2016 по 2019 рік обіймав посаду молодшого міністра безпеки. Член Консервативної партії Великої Британії, з 2010 року він також був депутатом Палати громад. До 2005 року проходив військову службу в армії у званні капітана.

## Біографія

### Дитинство і юність
Роберт Бен Лоббан Воллес народився 15 травня 1970 року в Фарнборо. Закінчив школу Міллфілд у Сомерсеті. Він вивчав політику. Після школи Воллес працював інструктором з лиж в Австрійській національній лижній школі в селі Альпбах в Австрії. Потім разом із батьками переїхав до США, де прожив 7 років.

### Військова та бізнес-кар'єра
У 19 років Воллес вступив до Королівської військової академії в Сандхерсті, потім вступив на службу до Шотландської гвардії. За свою восьмирічну кар'єру в армії до 1998 року він служив у Північній Ірландії, Німеччині, на Кіпрі та в Центральній Америці. З 2003 по 2005 рік був директором зв'язків за кордоном компанії QinetiQ.

## Політична кар'єра
У 1999 став членом Шотландської асамблеї (парламенту Шотландії) від Північно-Східної Шотландії від партії консерваторів. Потім намагався потрапити до британського парламенту від Вестмінстерського округу в Англії. Воллес був тіньовим офіційним представником шотландських консерваторів з охорони здоров'я. У 2005 році Воллес виграв вибори в окрузі Ланкастер і Вайр ставши членом британського парламенту. Обирався також і далі від іншого округу. З 2005 по 2010 був членом комітету парламенту у справах Шотландії. З 2006 по 2010 рік був тіньовим парламентським організатором у парламенті у справах Шотландії. В 2008 Воллес зіткнувся з критикою своїх витрат. Після переобрання до парламенту працював особистим помічником Кена Кларка. У 2012 році обіймав посаду лорд-комісара казначейства. Після відставки Кларка знову став рядовим депутатом. У 2015 році був призначений заступником міністра у справах Північної Ірландії. Після референдуму про вихід Британії з ЄС Терезою Мей призначений заступником міністра внутрішніх справ. В 2017 йому додали кураторство сфери економічних злочинів. Воллес підтримував членство Британії в ЄС до референдуму 2016. 24 липня 2019 прем'єр-міністр Борис Джонсон призначив Воллеса міністром оборони Великої Британії. 
31 серпня 2023 року Воллес подав у відставку з посади Міністра Оборони Великої Британії.

## Нагороди
- Орден князя Ярослава Мудрого II ст. (Україна, 6 вересня 2022) — за вагомий особистий внесок у розвиток українсько-британського міждержавного співробітництва, підтримку незалежності та територіальної цілісності України[20]

## Особисте життя
У 2001 році одружився з Лізою Кук. Вони мають трьох дітей. Проживають у Лондоні і неподалік Ланкастера.